# Drepanophorella
Drepanophorella är ett släkte av slemmaskar. Drepanophorella ingår i familjen Drepanophorellidae.
Kladogram enligt Catalogue of Life:
| Drepanophorella | \| \| Drepanophorella sebae \| \| \| \| \| \| Drepanophorella tasmani \| \| \| \| |
|                 | \| \| Drepanophorella sebae \| \| \| \| \| \| Drepanophorella tasmani \| \| \| \| |
|                 | Drepanophoresta                                                                   |
|                 |                                                                                   |
|                 | Drepanophoria                                                                     |
|                 |                                                                                   |
|                 | Drepanophorella sebae                                                             |
|                 |                                                                                   |
|                 | Drepanophorella tasmani                                                           |
|                 |                                                                                   |

|  | Drepanophorella sebae   |
|  |                         |
|  | Drepanophorella tasmani |
|  |                         |